# Духлата
Духлата (болг. Духлата) — пещера в западной Болгарии, относящаяся к карсту горного массива Витоша. Сложена доломитами среднего триаса. Обладая совокупной длиной коридоров 18 200 метров, является самой протяжённой пещерой страны. В 1962 году объявлена национальным памятником. В пещере обитает 6 видов летучих мышей.
Пещера расположена на юго-западном склоне массива, на левом берегу реки Струма, к северо-западу от села Боснек в Перникской области. Вход находится у дороги между Боснеком и Чуйпетлово. Глубина пещеры составляет 53 метра, она была образована подземным течением Струмы. Пещера хорошо изучена и картирована, внутри многочисленны натёчные образования. Коридоры образуют сложный лабиринт, в котором можно выделить несколько уровней, на нижних текут несколько ручьёв. Название пещеры происходит от звуков, издаваемых ветром на входе (болг. духам — «свистеть»).
В пещере обитают представители 22 видов. В основном это веслоногие ракообразные (Copepoda), 2 вида высших ракообразных из подкласса бокоплавов (Amphipoda), один вид из надкласса синкарид (Syncarida), один представитель водяных клещей. Отмечен один из видов ложноскорпионов, Neobisium kwartirnikovi. Из тринадцати видов летучих мышей, которые водятся на территории природного парка Витоша, в пещере обитают шесть.
Доступ в пещеру ограничен для предотвращения антропогенного влияния на хрупкую подземную экосистему — посещение возможно лишь исследователями или опытными спелеологами при наличии разрешения от дирекции природного парка.